# Stofskifte
Stofskifte, metabolisme (fra græsk μεταβολή metabolé) eller stofomsætningen er den biokemiske omsætning af kemiske forbindelser i den levende organisme og dens celler. Metabolismen omfatter nedbrydningen af fødens molekyler til energi eller byggesten til biosyntese (opbygning) af komplekse organiske molekyler (anabolisme) og deres nedbrydning (katabolisme).
Populært er stofskiftet den hastighed, som kroppens motor kører med. Hvis hastigheden er for lille, er der energi i overskud, og kroppen opbygger depoter. Hvis hastigheden er for stor, er der energi i underskud og der bliver tæret på kroppens depoter. Mange mennesker prøver at styre deres stofskifte.

## Eksterne links
- Sådan fungerer stofskiftet. Netdoktor.dk
- Stofskiftet – for højt – for lavt – og skjoldbruskkirtlen. Thyreoidea landsforeningen Arkiveret 13. oktober 2013 hos  Wayback Machine

| Naturvidenskab | Spire Denne naturvidenskabsartikel er en spire som bør udbygges. Du er velkommen til at hjælpe Wikipedia ved at udvide den. |